# عقيدة درقية باردة

تصوير الغدة الدرقية بالبيرتكنيشات، يظهر عقدة درقية باردة كبيرة في الفص الأيمن، وعقيدة أصغر حجماً في الجزء الجانبي من الفص الأيسر

العقيدة الباردة (بالإنجليزية: Cold nodule)‏ هي عقيدة درقية لا تُنتِج هرمونات درقية. في اختبار قبط اليود المشع، تمتص العقيدات الباردة مادة مشعة أقل من أنسجة الغدة الدرقية المحيطة. قد تكون العقيدة الباردة خبيثة أو حميدة. لا تظهر العقيدات الباردة في التصوير الومضاني ولكن يمكن رؤيتها بسهولة باستخدام الموجات فوق الصوتية. 5-10% من العقد الباردة تكون خبيثة.